# Jalen Jenkins
Jalen Jenkins (Yonkers, Nueva York, 2 de septiembre de 1994) es un baloncestista estadounidense que pertenece a la plantilla del Gimnasia y Esgrima de Comodoro Rivadavia de la Liga Nacional de Básquet, la primera división argentina. Con 2,01 metros de estatura, juega en la posición de alero.

## Trayectoria deportiva

### Universidad
Jugó cuatro temporadas con los Patriots de la Universidad George Mason en las que promedió 8,6 puntos, 5,5 rebotes y 1,3 asistencias por partido. En su primera temporada fue incluido en el mejor quinteto rookie de la Atlantic-10 Conference.

### Profesional
Tras no ser elegido en el Draft de la NBA de 2017, el 13 de septiembre firmó su primer contrato profesional con el KR Reykjavik de la Úrvalsdeild karla, la primera división del baloncesto islandés. Allí disputó trece partidos, en los que promedió 16,5 puntos y 8,7 rebotes por partido.
En enero de 2018, tras desligarse del club islandés, fichó por el Uppsala Basket de la Basketligan sueca,  donde acabó la temporada promediando 18,2 puntos y 8,4 rebotes por encuentro.
En agosto de 2018 volvió a cambiar de liga, tras fichar por el BC Rilski Sportist de la NBL, la primera división búlgara. En su primera temporada en el equipo promedió 13,1 puntos y 7,5 rebotes por partido.
Durante la temporada 2019-20 y la 2020-21 jugaría en Bélgica en las filas del Limburg United y Antwerp Giants, respectivamente. 
El 11 de febrero de 2023 firma por el Imortal Basket Club de la Liga Portuguesa de Basquetebol, la primera división portuguesa.
El 20 de agosto de 2024 se anunció su incorporación al Gimnasia y Esgrima de Comodoro Rivadavia de la Liga Nacional de Básquet de Argentina.